# 清河头乡
清河头乡，是中华人民共和国河南省濮阳市濮阳县下辖的一个乡镇级行政单位。

## 行政区划
清河头乡下辖以下地区：
东清河头村、娄昌湖村、杨昌湖村、东大韩村、西大韩村、东刘关村、西刘关村、前刘关村、沙河寨村、岳堤口村、刘思公村、焦寨村、振兴寨村、中清河头村、西清河头村、桃园村、吴堤口村、陈庄村、管五星村、鲁五星村、刘五星村和中原油田濮阳县五矿区社区。